# Dolores Redondo
Dolores Redondo Meira (San Sebastián, 1 de febrero de 1969) es una escritora española de novela negra, autora de la trilogía del Baztán: El Guardián Invisible, Legado en los Huesos, y Ofrenda a la Tormenta, Los privilegios del ángel y La Cara Norte del Corazón; Ganadora del Premio Planeta 2016 y del Premio Bancarella 2018 por la novela Todo esto te daré. Ha sido finalista del premio CWA International Dagger de la Crime Writers' Association, en dos ocasiones. Después ha publicado Esperando al Diluvio (2022) y Las que no duermen NASH (2024).

## Biografía
Escribe desde los catorce años. Empezó a estudiar la carrera de Derecho en la Universidad de Deusto (aunque no llegó a terminarla), y Restauración gastronómica en San Sebastián. Trabajó en varios restaurantes y tuvo uno propio, antes de dedicarse profesionalmente a la literatura. Reside en la localidad de la Ribera Navarra de Cintruénigo desde el año 2006.
Comenzó en la literatura escribiendo relatos cortos y cuentos infantiles. En 2009 publicó su primera novela, Los privilegios del ángel, y en enero de 2013 publicó El guardián invisible, primer volumen de la Trilogía del Baztán. En noviembre del mismo año publicó la segunda parte de la trilogía, titulada Legado en los huesos, y la concluyó en noviembre de 2014 con Ofrenda a la tormenta. La trilogía, que ha conseguido vender más de 700.000 copias y ha sido traducida a 39 idiomas, está inspirada en un crimen real ocurrido en Lesaca (Navarra) en 1981.
El productor alemán Peter Nadermann, responsable de las películas de la Saga Millennium de Stieg Larsson, adquirió los derechos para su adaptación al cine casi inmediatamente después de publicarse la primera novela. En 2017 se estrenó la película El guardián invisible, basada en la primera de las novelas de la trilogía, dirigida por Fernando González Molina.

## Premios y distinciones
- 2016: premio Planeta por el manuscrito Todo esto te daré, presentado a concurso bajo el seudónimo de Jim Hawkins y bajo el título ficticio de Sol de Tebas.[10]
- 2018: 66.° Premio_Bancarella por la edición italiana Tutto questo ti darò, en Pontremoli.[11]
- 2023: premio Príncipe de Viana de la Cultura.[12][13]

## Obras

### Trilogía del Baztán

#### El guardián invisible
Es el primer título de la trilogía. Se inicia con el descubrimiento, en los márgenes del río Baztán (Bidasoa), del cuerpo desnudo de una adolescente (Ainhoa Elizasu). La inspectora de homicidios de la Policía Foral de Navarra Amaia Salazar será la encargada de dirigir la investigación que le llevará a regresar a Elizondo, el lugar donde nació y del que siempre quiso huir.

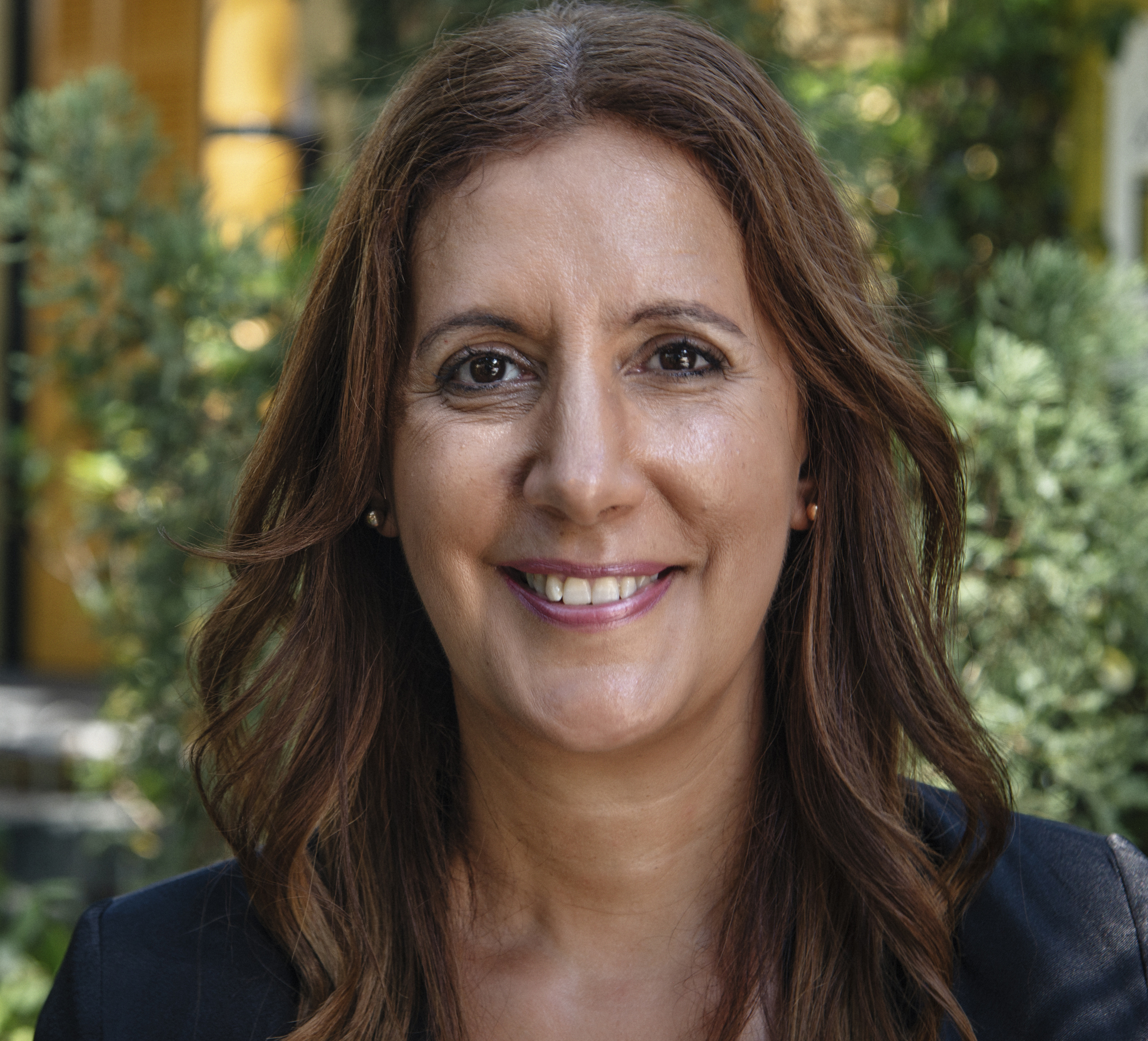
Dolores Redondo empezó a escribir "La cara norte del corazón" el 16 de abril de 2017 en un hotel de Nueva Orleans. La terminó el 16 de julio de 2019 en el mismo lugar. La foto es de uno de sus viajes.

La historia se mueve entre dos frentes, el profesional centrado en la resolución de una serie de asesinatos, y el personal, que en este caso pasa a ser tan importante y sorprendente como el desenlace de la investigación, la cual supone una carrera contrarreloj para dar con un asesino que puede mostrar el rostro más aterrador de una realidad brutal, al tiempo que convocar a los seres más inquietantes de las leyendas del Norte. Salió en 2012.

#### Legado en los huesos
Segunda entrega de la trilogía. Se presentó al público en noviembre de 2013 y fue llevada al cine en 2019.

#### Ofrenda a la tormenta
Es la última entrega de la trilogía. Se presentó al público el 25 de noviembre de 2014.

### La cara norte del corazón
Precuela de la Trilogía del Baztán. Desvela al lector los inicios de la carrera policial de Amaia Salazar y las razones que obligaron a su tía Engrasi a alejarla del Baztán. No solo deberá lidiar con la hostilidad del equipo del FBI y con algunas zancadillas y deslealtades por parte de una agente federal demasiado ambiciosa, sino que también tendrá que enfrentarse a la difícil situación de emergencia provocada por el huracán.

## Publicaciones
- Los privilegios del ángel (Eunate, 2009)
- Trilogía del Baztán (Destino, 2015), recopilación de las tres siguientes obras:
  - El guardián invisible (Destino, 2012)
  - Legado en los huesos (Destino, 2013)
  - Ofrenda a la tormenta (Destino, 2014)
- Todo esto te daré (Planeta, 2016), Premio Planeta
- La cara norte del corazón (Destino, 2019)
- Esperando al diluvio (Destino, 2022)
- Las que no duermen NASH (Destino, 2024)